# James A. Marcus
Cet article concerne l'acteur américain. Pour l'acteur anglais, voir James Marcus (acteur) (en). Pour le personnage de Resident Evil, voir James Marcus. Pour les autres significations, voir Marcus .
James A. Marcus (né le 21 janvier 1867 à New York et mort le 15 octobre 1937 à Hollywood, Californie) est un acteur américain.

## Filmographie partielle
- 1915 : Regeneration de Raoul Walsh : Jim Conway
- 1915 : Carmen de Raoul Walsh : Dancaire
- 1916 : La Bête à misère (The Serpent) de Raoul Walsh : Ivan Lazar
- 1916 : Blue Blood and Red de Raoul Walsh
- 1916 : The Mediator de Otis Turner : Big Bill
- 1917 : The Honor System de Raoul Walsh : Gouverneur John Hunter
- 1917 : Betrayed de Raoul Walsh : Carpi
- 1917 : Ça... c'est la vie ! (This Is the Life) de Raoul Walsh : John T. Drake
- 1917 : The Pride of New York de Raoul Walsh : Pat Kelly
- 1917 : The Conqueror de Raoul Walsh : Jumbo
- 1918 : The Prussian Cur de Raoul Walsh : Patrick O'Grady
- 1918 : On the Jump de Raoul Walsh : William Desmond
- 1920 : The Strongest de Raoul Walsh : le vicaire
- 1920 : Heading Home de Lawrence C. Windom : Simon Tobin
- 1921 : Le Petit Lord Fauntleroy (Little Lord Fauntleroy) d'Alfred E. Green et Jack Pickford : Hobbs
- 1921 : Sérénade de Raoul Walsh : Pepuso
- 1922 : Oliver Twist de Frank Lloyd : Mr. Bumble
- 1923 : Scaramouche de Rex Ingram
- 1923 : Quicksands de Jack Conway
- 1925 : Sa nièce de Paris (Lightnin') de John Ford : shérif Blodgett
- 1925 : L'Aigle noir (The Eagle) de Clarence Brown : Kyrilla Troekouroff
- 1925 : Le Champion (The Fighting Heart) de John Ford
- 1926 : La Lettre écarlate (The Scarlet Letter) de Victor Seastrom : le capitaine français
- 1926 : Le Corsaire masqué (The Eagle of the Sea) de Frank Lloyd
- 1927 : Maison à louer (Duck Soup) de Fred Guiol : Colonel Blood
- 1927 : The Beauty Shoppers de Louis Gasnier
- 1927 : La Vallée des géants (The Valley of the Giants) de Charles Brabin : le maire
- 1927 : Monsieur Albert (Service for Ladies) de Harry d'Abbadie d'Arrast
- 1928 : Faiblesse humaine (Sadie Thompson) de Raoul Walsh : Joe Horn
- 1928 : Buck Privates de Melville W. Brown
- 1929 : Evangeline de Edwin Carewe
- 1930 : Liliom de Frank Borzage : Linzman
- 1930 : Billy the Kid de King Vidor : colonel William P. Donovan
- 1931 : L'Attaque de la caravane (Fighting Caravans) de Otto Brower et David Burton : le forgeron
- 1931 : Arrowsmith de John Ford : Le vieux docteur
- 1932 : Prisons d'enfants (Hell's House) de Howard Higgin : super-intendant Charles Thompson
- 1933 : Adorable de William Dieterle
- 1934 : Résurrection (We Live Again) de Rouben Mamoulian : un paysan
- 1935 : Steamboat Round the Bend de John Ford : Warden
- 1935 : Rivaux (Under Pressure) de Raoul Walsh
- 1936 : La Chevauchée solitaire (The Lonely Trail) de Joseph Kane